# Natale Betti
Natale Betti (Livorno, 24 dicembre 1826 – Livorno, 22 dicembre 1888) è stato un pittore italiano.

## Biografia
Studiò pittura prima a Roma e poi a Firenze. Nel 1848 si arruolò volontario per andare a combattere l'Impero austriaco a Curtatone. Ritornato in patria, si mise a dipingere scene della guerra a cui aveva preso parte.
Nel 1860 assistette allo sbarco a Livorno di Vittorio Emanuele II e, ammirato dall'evento al quale aveva assistito, iniziò a dipingere una grande tela per il Municipio di Livorno. Nel 1874, a Livorno, avviò una scuola di disegno figurativo. Tra i suoi allievi si ricordano Guglielmo Micheli e Plinio Nomellini.